# Стофато (посёлок)
Стофато — упразднённый в 2001 году посёлок в Курагинском районе Красноярского края России. На момент упразднения входил в состав городского поселения Артёмовск. 

## География
Располагался на правом берегу реки Джебь в месте впадения в неё реки Маргоз, у одноимённой железнодорожной станции Красноярской железной дороги, на расстоянии приблизительно 8 км по прямой к северо-западу от города Артёмовск.

## Климат
Климат резко континентальный с холодной зимой и жарким летом, суровый, с большими годовыми и суточными амплитудами температуры. Среднегодовая температура воздуха— 1,5°С. Зима суровая и продолжительная. Морозы доходит до минус 40°С. Лето теплое, продолжается свыше двух месяцев. Безморозный период длится 106 дней; дней с температурой 5°С и более — 129. Среднегодовая температура колеблется от 0°С до минус  1°С. Продолжительность безморозного периода от 105 дней до 97 дней. Количество осадков 320—500 мм. Максимум осадков приходится на лето.

## История
Возник в 1965 году как посёлок при железнодорожной станции.
Исключен из учётных данных в 2001 году.